# چاه زبر
چاه زبر، روستایی از توابع بخش ایزدخواست شهرستان زرین‌دشت در استان فارس ایران است.این روستا به روستای گنج های پنهان ایران معروف است،،، بقایای یک شهر شاهی باستانی در زیر این روستا پنهان است

## جمعیت
این روستا در دهستان ایزدخواست شرقی قرار دارد و براساس سرشماری مرکز آمار ایران در سال ۱۳۸۵، جمعیت آن ۲۵۲ نفر (۷۳خانوار) بوده‌است.